# Kommunalakademie Burgenland
Die Kommunalakademie Burgenland (KOMMAK) ist eine Bildungsinstitution der Kommunalpolitiker innerhalb der ÖVP Burgenland in Eisenstadt. Sie unterstützt Funktionäre bei der Bearbeitung mittel- und langfristiger Ziele, bei der Vernetzung sowie bei der Entwicklung von persönlicher, fachlicher, politischer und sozialer Kompetenz. Die KOMMAK unterstützt auch den politischen und persönlichen Wissens- und Erfahrungsaustausch im Burgenland. Ab dem Jahr 2017 fungierte der Bürgermeister von Eisenstadt, Thomas Steiner, als Obmann der Kommunalakademie. Er folgte Werner Gradwohl nach. Im Jahr 2021 hat Patrik Fazekas die Leitung der Bildungsinstitution übernommen.

## Kommunalrat

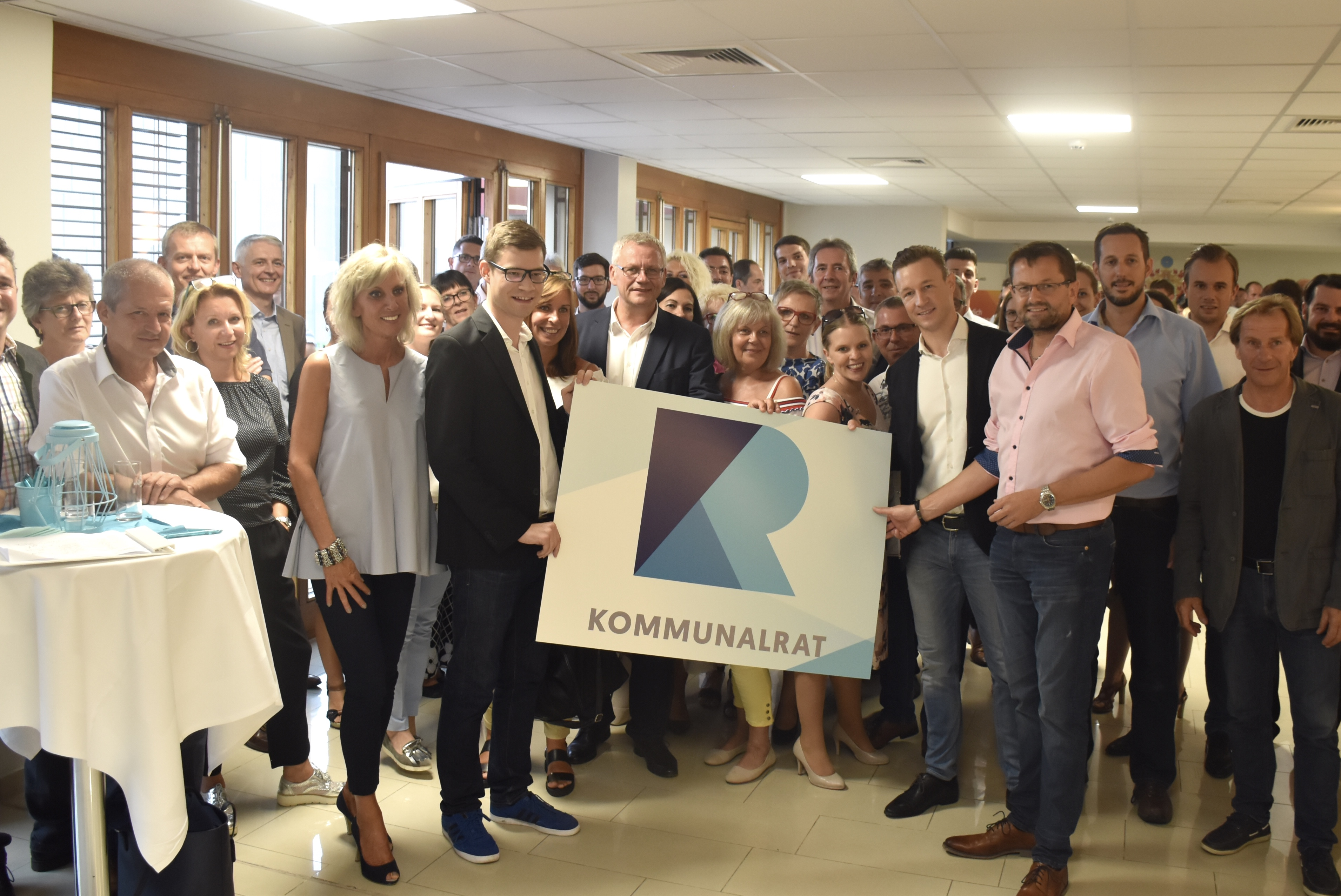
Burgenländischer Kommunalrat mit Minister Gernot Blümel (August 2018)

Um die Vernetzung von Gemeindevertretern innerhalb des Bundeslandes voranzutreiben, formierte sich der Burgenländische Kommunalrat im Jänner 2018 als Teil der KOMMAK. Ziel ist es, die Zusammenarbeit mit Partnerorganisationen und Gemeinden im Burgenland sowie einen überregionalen Austausch verstärkt zu fördern. Initiiert wurde das Projekt von Funktionären aus verschiedenen Gemeinden des Burgenlandes. Die Begründer der landesweiten Plattform sind Hornsteins Bürgermeister und ÖVP-Landesgeschäftsführer Christoph Wolf, Steinberg-Dörfls Vizebürgermeister Stefan Guczogi, Donnerskirchens Gemeinderätin Gudrun Gingl, Oberschützens Ortausschussmitglied Volker Karner, der Jungbauern-Landesobmann Martin Öhler aus Sankt Andrä am Zicksee sowie der Joiser Gemeindevorstand und Kommunalrat-Koordinator Sascha Krikler. Der Kommunalrat soll eine offene Mitmachplattform sein, in dem lebendiger Dialog zu verschiedenen Themen und Meinungs- und Ideenaustausch stattfindet. Es soll eine zusätzliche Struktur innerhalb des Netzwerkes der ÖVP geschaffen werden. Voraussetzung für die Teilnahme ist eine politische Funktion auf kommunaler Ebene. 
Im Verlauf des Jahres 2018 wurden regionale Gruppen mit Kommunalbotschaftern ins Leben gerufen. 2018 war der Höhepunkt das „Parlament der Gemeindevertreter“ mit Europaminister Gernot Blümel. Die Ergebnisse des Zusammentreffens wurden in den Programmprozess "Bereit für die Zukunft" der Volkspartei im Burgenland eingearbeitet. 2019 wurde in Zusammenarbeit mit der FCG-Jugend die Initiative „Ökosozial & Regional“ ins Leben gerufen, dabei wurde etwa eine Dialogveranstaltung mit Gemeindevertretern mit Nationalräten und Interessensvertretern organisiert. In diesem Zusammenhang wurden die Sichtweisen der Kommunen sowie von Arbeitnehmer- und Arbeitgebervertretern zu den Themen Nachhaltigkeit und regionaler Wirtschaft thematisiert. In Wien war der Kommunalrat darauf aufbauend am Ökosozialen Zukunftsdialog mit Josef Riegler beteiligt, wo es zu einem umfangreichen Austausch von Jugendvertretungen aus verschiedenen Jugendorganisationen über die bestmögliche Umsetzung der Ökosozialen Marktwirtschaft kam.